# Zygon

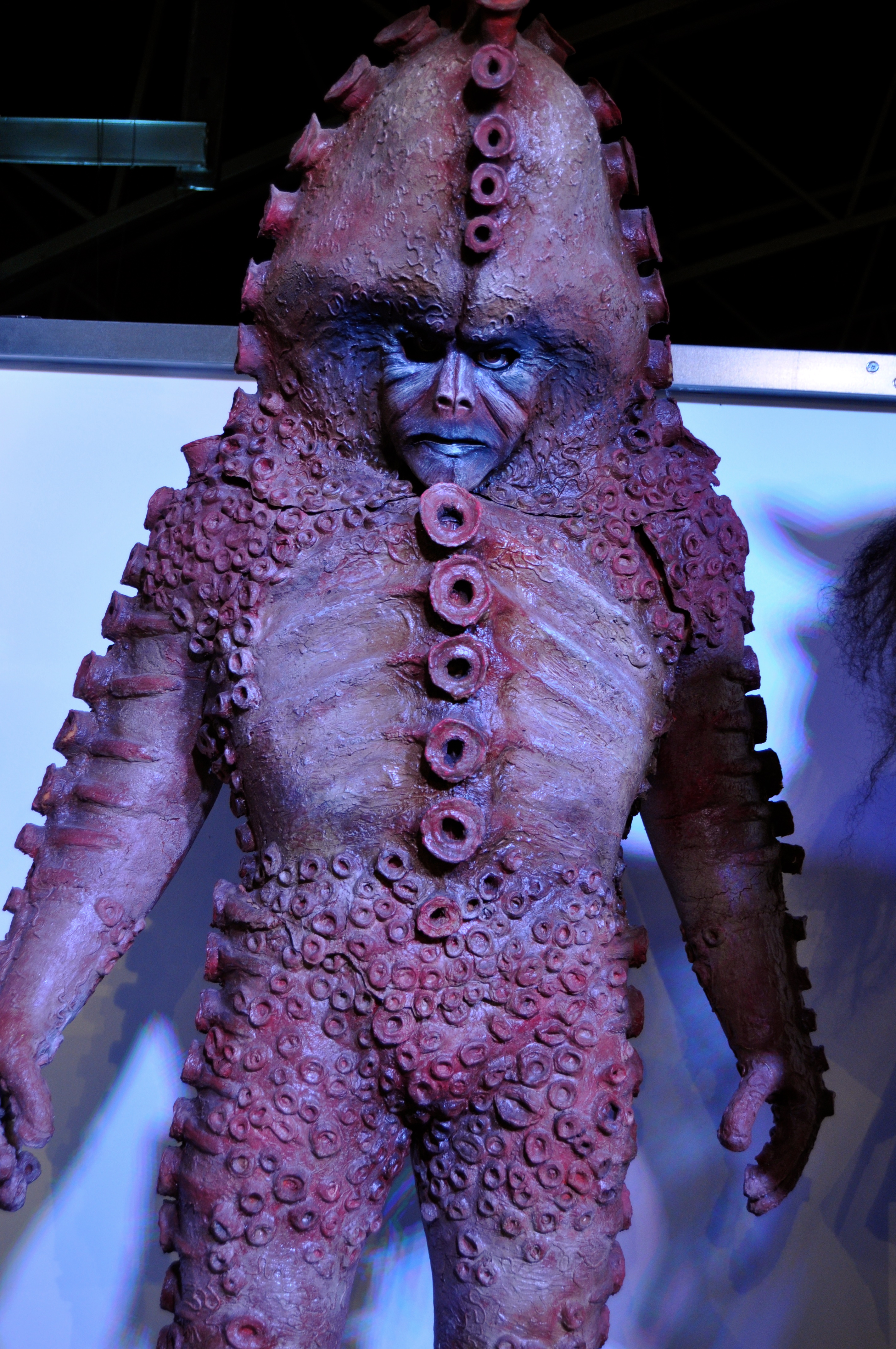
Zygon de la sérre Doctor Who

Les Zygons sont des extraterrestres de la série de science-fiction de la télévision britannique Doctor Who. Les Zygons possèdent le pouvoir de se métamorphoser, leur permettant de prendre l'apparence de n'importe quel être vivant. Ils doivent cependant garder leurs victimes vivantes pour pouvoir utiliser leurs empreintes corporelles. Limités par leur petit nombre, ils se basent sur leur capacité et sur leur vaisseau organique pour accroître leur nombre et récupérer de la puissance sur Terre.
David Tennant, interprète du dixième Docteur dans la série, déclare qu'ils étaient ses monstres favoris de l'œuvre.
Une nouvelle espèce de guêpes parasites, découverte en 2019, est nommée Choeras zygon en référence aux Zygons.

## Apparitions

### Télévision
La première apparition des Zygons se déroule en 1975 dans l'arc La Terreur des Zygons, où ils prévoient de conquérir la Terre après que leur planète d'origine a été détruite. Un de leurs vaisseaux, commandé par Broton, s'écrase dans le Loch Ness pendant l'Antiquité. Les Zygons utilisent une de leurs créatures, un Skarasen, pour attaquer une conférence sur l'énergie à Londres. Le plan est déjoué par le quatrième Docteur et UNIT. Le Skarasen s'enfuit dans les profondeurs du Lock Ness (d'où la connaissance de cette créature comme le Monstre du Loch Ness).
Les Zygons sont brièvement mentionnés dans deux épisodes avec le onzième Docteur. Dans La Pandorica s'ouvre (2010), ils font partie des nombreuses races ayant fait alliance pour enfermer le Docteur. Durant l'épisode de 2012, L’Invasion des cubes, où Rory et Amy vivent une aventure hors-caméra avec le Docteur, un vaisseau Zygon était caché derrière l'hôtel Savoy où ils devaient passer leur anniversaire de mariage.
Les Zygons reviennent véritablement, en 2013, pour l'épisode des 50 ans de la série, Le Jour du Docteur. Une escouade de Zygons décide de se placer en stase durant l'ère élisabéthaine dans le but de s'infiltrer dans la tour de Londres au sein des quartiers noirs de UNIT.  Ce plan est déjoué par l'intervention du dixième Docteur et onzième Docteur aidé par le Docteur de la guerre. Lorsque UNIT sont envahis par des doubles Zygons, Kate Lethbridge-Stewart menace de déclencher une arme nucléaire dans le but d'empêcher l'accès des archives aux Zygons. Les Docteurs réussissent à négocier une paix entre les deux espèces.
Le développement de ce traité est exploré dans les épisodes de la neuvième saison, Vérité ou Conséquences (partie 1 et 2), en 2015. Les Zygons ont été autorisés à vivre sur terre sous condition de rester sous forme humaine et incognito. Malgré la bonne coopération des premières générations, les plus jeunes se sentent forcés à vivre comme des humains et commencent à se rebeller. Les Zygons radicalisés et UNIT se retrouvent une nouvelle fois dans la tour de Londres où ils veulent mutuellement se détruire. Le douzième Docteur, à l'aide d'un monologue inspirant, arrive à les convaincre de respecter le traité de paix qui a été écrit afin de préserver les deux races.

### Autre
Les Zygons apparaissent plusieurs fois dans des novélisations ou dans des audios. Ils rencontrent notamment les Docteurs 4,8 et 10 ainsi que plusieurs compagnons différents.